# 인천도호부
인천도호부(仁川都護府)는 오늘날 인천광역시에 위치했던 조선의 도호부이다.
오늘날 인천광역시 미추홀구 문학동에 도호부의 관아가 존재했다.